# Musoleum
Musoleum (kombinace slov „muzeum“ a „mausoleum“) je muzeum a galerie Davida Černého, zřízené v dubnu 2023 v budově varny bývalého Zlíchovského lihovaru. Budova je spolu s komínem památkově chráněná a proto nebyla zbořena při demolici areálu lihovaru. V okolí galerie postupně roste obytný komplex Lihovar. V Musoleu se trvale nachází expozice děl Davida Černého a také obměňující se dočasné výstavy jeho známých. Dočasné výstavy se mají nacházet v odděleném prostoru od trvalé expozice a mají být zpřístupněny zdarma. Autorské výstavy zde budou mít například Dan Materna, Vladimír 518, Aneta Filipová, Michal Škapa či Filip Černý. Návštěvníkům je k dispozici také kavárna a vyhlídková terasa.

## Galerie
- Boční stěna Musolea
- Budova Musolea před rekonstrukcí
- Budova Musolea
- Zadní stěna Musolea
- Boční stěna Musolea
- Komín zlíchovského lihovaru v blízkosti Musolea